# Ducato di Torino

Italia bizantina e longobarda

Il Ducato di Torino fu uno dei ducati istituiti dai Longobardi in Italia. Assai scarse le informazioni sulle sue vicende interne; incerta perfino la data dell'istituzione del ducato, anche se risale probabilmente all'indomani dell'occupazione longobarda della città (569). Luigi Cibrario precisò che il territorio del ducato "finiva alle Chiuse di Val di Susa, e appiè del Mombasso".

## Storia

### Il VI secolo

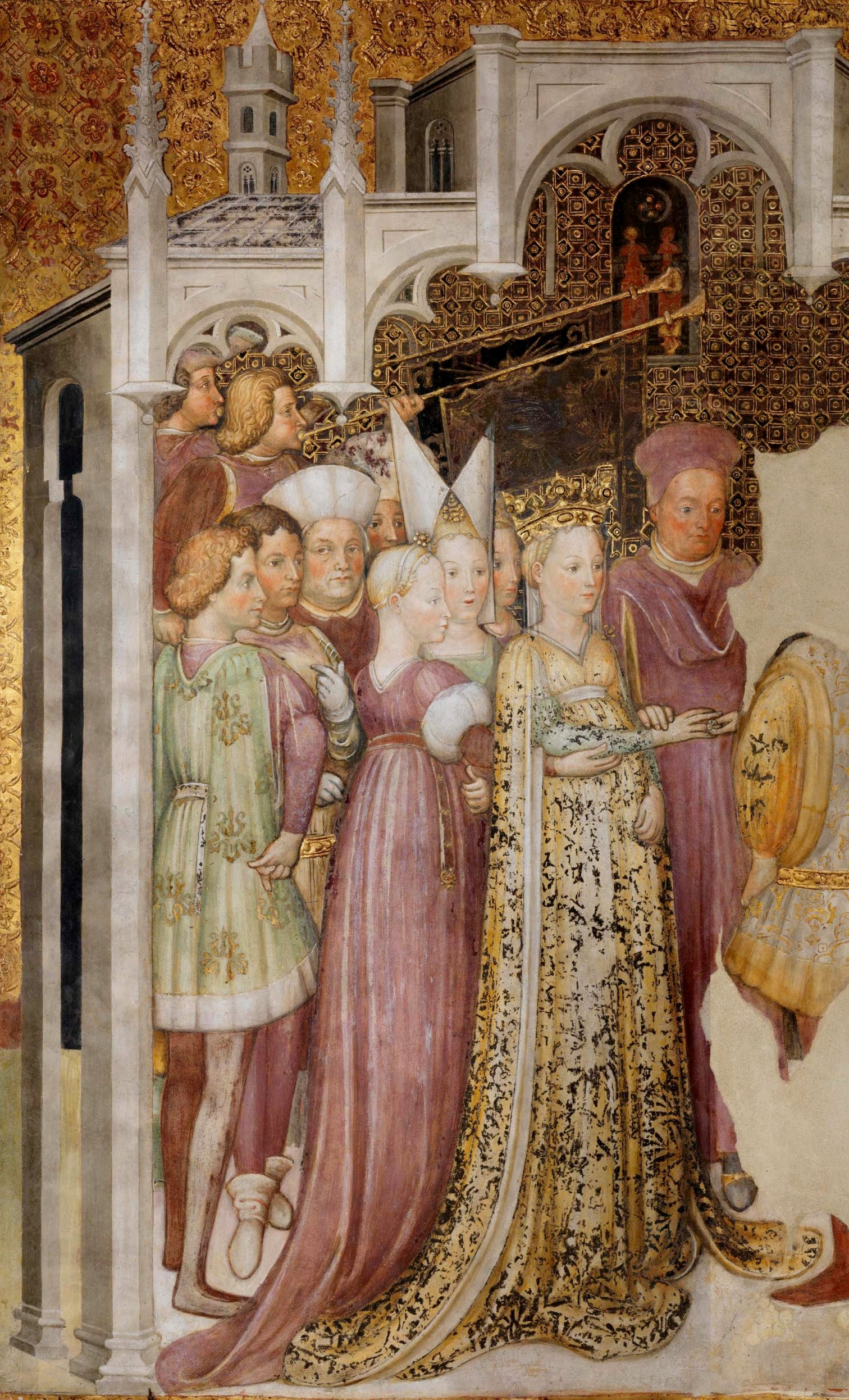
Matrimonio tra Teodolinda e Agilulfo

Il primo duca di Torino a essere ricordato da Paolo Diacono è Agilulfo, che nel 591 divenne re dei Longobardi grazie al matrimonio contratto l'anno precedente con Teodolinda, vedova del suo predecessore sul trono di Pavia, Autari. Come duca, Agilulfo aveva adattato a proprio palazzo (Curia Ducis) gli edifici esistenti nella attuale piazza IV Marzo e che corrispondevano, forse, all'antica sede delle magistrature romane. Per volere di Teodolinda, san Giovanni Battista venne proclamato patrono di Torino e forse all'epoca fu avviata la costruzione della chiesa omonima, nell'area che attualmente ospita il duomo cittadino e che allora già ospitava il tempio dedicato ai martiri torinesi Solutore, Avventore ed Ottavio.

### Il VII secolo
Alla morte di Agilulfo (616), il trono dei Longobardi passò a suo figlio Adaloaldo, sotto la reggenza di Teodolinda. Contro la politica della regina madre, che mirava alla conversione al cattolicesimo dei Longobardi e alla rinuncia a nuove espansioni territoriali, si sviluppò tra i duchi una fronda, guidata dal nuovo duca di Torino, Arioaldo della stirpe dei Caupu. L'opposizione di Arioaldo, attiva soprattutto nei primi anni Venti del VII secolo, scoppiò in aperta rivolta nel 624 e si concluse con una rapida affermazione del ribelle, che nel 626 scalzò definitivamente il cognato (Adaloaldo, figlio di Agilulfo e Teodolinda, era infatti fratellastro di Gundeperga, la moglie di Arioaldo nata dalle prime nozze di Teodolinda con Autari).
In seguito Paolo Diacono ricorda un duca Garibaldo, inviato come messo da re Godeperto, appena asceso al trono, da Grimoaldo allora duca di Benevento, affinché lo convincesse a intervenisse in suo favore contro suo fratello Pertarito con il quale, in base al testamento del padre Ariperto I, divideva il Regno longobardo (661). Garibaldo, però, tradì Godeperto, esortando Grimoaldo a scalzare i due fratelli e a insediarsi sul trono. Al suo rientro a Torino, Garibaldo cadde vittima di un attentato.

### L'VIII secolo
Pochi anni dopo, ad insediarsi sul trono dei Longobardi sarebbe stato il nuovo duca di Torino, Ragimperto, a sua volta figlio di Godeperto: riuscì a sconfiggere il legittimo erede al trono Liutperto, anch'egli esponente della dinastia Bavarese, vincendo in battaglia a Novara i suoi sostenitori Ansprando e Rotarit. Morì dopo appena un anno di regno (701), lasciando il trono al figlio Ariperto II che aveva a sua volta assunto il titolo di duca di Torino ed era stato immediatamente associato al trono dal padre.

## Vestigia longobarde a Torino
Torino ebbe una forte presenza longobarda anche tra la popolazione semplice non solo nelle alte sfere del potere. Gli scavi per la realizzazione della metropolitana cittadina (2004) hanno portato alla luce una necropoli longobarda presso Collegno, mentre già erano note altre necropoli o altri reperti rinvenuti presso le zone di Sassi e in via Nizza in zona Nizza Millefonti.
Anche la regione intorno alla città fu interessata da insediamenti longobardi: ne rimangono tracce sia archeologiche (necropoli di Belmonte) sia toponomastiche: mostrano una derivazione dalla lingua longobarda, per esempio, località come Superga (o Soperga), Valperga e Lombardore (Castrum Longobardorum).

## Duchi di Torino
- Agilulfo
- Arioaldo  (non certo)
- Garibaldo
- Ragimperto
- Ariperto II